# 米芙·利基
米芙·利基（英語： 1942年7月28日—）是一位英国古人类学家。

## 生平
在石溪大学工作，并且是图尔卡纳盆地研究所（Turkana Basin Institute）上新世更新期研究的协调员。她研究早期人类的演化，并在图尔卡纳盆地进行了广泛的野外研究，曾命名肯尼亚平脸人，在图尔卡纳湖出土湖畔南方古猿化石。她拥有哲学博士学位和科学博士学位。

## 家庭
丈夫是英国古生物学家路易斯·利基与玛丽·利基之子理查德·利基。